# Joahas
Joahas, född 633 f.Kr. eller 632 f.Kr, död 609 f.Kr., var kung i Juda rike i tre månader under 609 f.Kr.